# 塘坝镇 (沿河县)
塘坝镇，是中华人民共和国贵州省铜仁市沿河土家族自治县下辖的一个乡镇级行政单位。
2015年1月23日，贵州省人民政府批复同意沿河县乡镇行政区划调整，新设置的塘坝镇辖原塘坝乡，镇人民政府驻花桥村。

## 行政区划
塘坝镇下辖以下地区：
花桥村、元布村、榨子村、楠木村、金竹村、四塘溪村、土溪村、马鞍山村、小石界村、岩头村、红竹村、姜花村、石花村、石泉村、凤凰村和龙桥村。